# Bethesdaziekenhuis (Hoogeveen)
Ziekenhuis Bethesda is een algemeen ziekenhuis in de plaats Hoogeveen.

## Geschiedenis
In 1910 besloot het afdelingsbestuur Hoogeveen van de Landelijke Vereniging voor Gereformeerde Ziekenverpleging om in Hoogeveen een gereformeerd ziekenhuis te stichten. De stichtingskosten werden begroot op fl 70.000,-. Op 4 juli 1913 werd de eerste steen gelegd van het gebouw aan de Hoogeveense Vaart.
Op vrijdag 6 juni 1924 brachten Koningin Wilhelmina en Prins Hendrik per koninklijke trein een anderhalf uur durend bezoek aan Hoogeveen, onder andere aan het ziekenhuis.
Tijdens de Tweede Wereldoorlog werden er in het ziekenhuis joodse gevangenen uit Kamp Westerbork verzorgd. Ziekenhuisdirecteur Piet van de Velde probeerde hen zo lang mogelijk in het ziekenhuis te houden en vervolgens te laten onderduiken. In het ziekenhuis bood Van de Velde onderdak aan geallieerde piloten, illegale werkers en ondergedoken joden. Ook werd het illegale blad Vrij Nederland verspreid vanuit het ziekenhuis. In januari 1945 bood Van de Velde tijdelijk onderdak aan een geheime radiozender. De Duitsers kwamen er achter dat Van de Velde daarbij betrokken was geweest. Hij werd geëxecuteerd.
In 1962 werd het samenwerkingverband met ziekenhuis Salem in Ermelo verbroken.

## Verhuizing
In de jaren zestig breidde het ziekenhuis zich snel uit en werden plannen ontwikkeld voor een nieuw ziekenhuis gebouw in bestemmingsplan de Weide. Op 15 december 1970 verrichtte prinses Margriet de officiële opening van het nieuwe ziekenhuis Bethesda aan de Dr. G.H.Amshoffweg, de huidige locatie.

## Financiële problemen
Ziekenhuis Bethesda kwam in 2004 in grote financiële problemen. De banken wensten niet meer garant te staan, waardoor salarissen niet uitbetaald dreigden te worden. Het voortbestaan van het ziekenhuis stond op het spel. De lokale politiek bemoeide zich ermee. Er werden verschillende hulpscenario's gemaakt om een volwaardig ziekenhuis in Hoogeveen te laten bestaan. Geen van de ziekenhuizen in de omgeving was echter bereid onder deze voorwaarde hieraan mee te werken. De regionale zorgverzekeraar deed dat uiteindelijk wel op voorwaarde dat de gehele organisatie op de schop ging. De directie en een deel van het personeel moesten het veld ruimen. Er kwam een grote reorganisatie, met medewerking van het buurziekenhuis WZA uit Assen en de verzekeraar ging het Hoogeveense ziekenhuis intensief benutten voor diverse medische ingrepen. In 2008 groeide Ziekenhuis Bethesda weer.

## Fusies
Op 1 januari 2012 werd de bestuurlijke fusie tussen de zorggroepen Leveste (Scheperziekenhuis) en Middenveld (Bethesdaziekenhuis) een feit.
De nieuwe organisatie kreeg de naam Zorggroep Leveste Middenveld en stond onder leiding van voorzitter Maarten Rutgers en vicevoorzitter Kees Donkervoort.
Na een wisseling van de wacht, voorbereid door interim-bestuurder Leo L. Schoots, vond onder leiding van de nieuwe voorzitter Eric Janson een (omstreden) fusie plaats met het Refajaziekenhuis in Stadskanaal. Op 1 januari 2014 werd deze fusie vervolgens officieel bekrachtigd en op 1 januari 2015 veranderde de naam van de zorggroep in Zorggroep Treant.

## Petitie
In september 2012 ontstond grote onrust in Hoogeveen naar aanleiding van een brandbrief die door een anonieme klokkenluider in Bethesda aan de Hoogeveensche Courant was gestuurd. Er zou een plan zijn om Bethesda per 1 januari 2013 af te bouwen tot een polikliniek met dagbehandeling. Operaties, opnames en beddenhuis dreigden te verdwijnen. Een online petitie in reactie op deze brandbrief werd binnen twee weken door ruim 13.500 Hoogeveners ondertekend. Op 11 oktober werden de handtekeningen door het oudste nog levende bestuurslid van Bethesda, de 90-jarige Auke Pot, op het bordes van het gemeentehuis van Hoogeveen aangeboden aan burgemeester Karel Loohuis. In mei 2018 werd er nogmaals een petitie gestart door Thom van der Veldt. Hij pleitte voor het behoud van een volwaardig ziekenhuis in Hoogeveen, zorggroep Treant maakte haar plannen bekend om de kindergeneeskunde en verloskunde afdeling te laten concentreren in Emmen. De petitie was bijna 10.000 keer ondertekend.

## Actiecomité
Op initiatief van de lokale afdeling van de SP ontstond in 2012 het comité Actie voor Bethesda. Het comité werd gesprekspartner van de raad van bestuur van het ziekenhuis en zorgverzekeraar Achmea. Aanvankelijk bestond het comité uit drie actievoerders, maar in de loop van 2014 traden een aantal gepensioneerde medici die aanvankelijk op de achtergrond het comité van advies hadden gediend toe als lid. Het comité stelt zich vooral tot doel te bewaken dat in ziekenhuis Bethesda volwaardige zorg beschikbaar blijft, inclusief spoedeisende hulp en intensive care.